# Ochmacanthus orinoco
Ochmacanthus orinoco és una espècie de peix de la família dels tricomictèrids i de l'ordre dels siluriformes.

## Morfologia
- Els mascles poden assolir 4,6 cm de longitud total.[5][6]

## Hàbitat
És un peix d'aigua dolça i de clima tropical (23 °C-26 °C).

## Distribució geogràfica
Es troba a Sud-amèrica: conques dels rius  Negro i Orinoco.